# ماجد التمیمی
ماجد التمیمی (انگلیسی: Majed Al-Tamimi؛ زادهٔ ۲۱ اوت ۱۹۷۱) تیرانداز اهل عربستان سعودی است. وی در بازی‌های المپیک تابستانی ۲۰۱۲ شرکت کرده‌است.